# Thesium confine
Thesium confine är en sandelträdsväxtart som beskrevs av Otto Wilhelm Sonder. Thesium confine ingår i släktet spindelörter, och familjen sandelträdsväxter. Inga underarter finns listade i Catalogue of Life.